# فلاح في بلاط صاحبة الجلالة
فلاح في بلاط صاحبة الجلالة هو مسلسل مصري بُثَّ لأول مرة عام 2003، عن رواية تحمل ذات الاسم للصحفي إبراهيم الورداني.

## القصة
القصة تدور حول أحد الأشخاص الذين كانوا يدونون في الجرائد باسم مستعار، ومن ثم يصبح صحفياً معروفاً مما يدخله منزل صاحبة الجلالة من أوسع أبوابه

## طاقم العمل
- حاتم ذو الفقار
- كمال أبو رية
- نرمين الفقي
- عبد العزيز مخيون
- نبيل نور الدين
- محمود الجندي